# Teglnor
Teglnor (dansk) eller Tegelnoor (tysk) var et lille nor i det nordlige Tyskland, beliggende øst for Slesvig by-Frederiksberg i Slien . Navnet er afledt af tegl. Noret blev 1957/1958 opfyldt og overbygget af byens nye omfartsvej (Bundesstraße/Forbundsvej 76). Store dele af arealet er imidlertid forsumpet. Syd for noret lå halvøen Ør.
I 1822 blev der ved lavvande fundet fire skibsvrag på bunden af Teglnoret. Det lykkedes at hæve en skibskanon, men skibene selv blev liggende på havbunden. I 1859 beskrev den danske geodæt og ritmester Wilhelm von Sommer fundene. Skibene var læsset med mursten og kakler. Stævnene var udsmykket med hoveder og haler af en orm eller slange. Nyere dendrokronologiske undersøgelser i 1996 viste, at skibene er fra første halvdel af 1600-tallet. Sænkningen af skibene skete måske i forbindelse med trediveårskrigen. Skibene er op til 16 meter lang .